# Manuel Neira
Manuel Alejandro Neira Díaz (født 12. oktober 1977 i Santiago, Chile) er en tidligere chilensk fodboldspiller (angriber).
Neiras karriere blev tilbragt i ikke mindre end 13 klubber i syv forskellige lande. I hjemlandet spillede han blandt andet for Colo-Colo og Unión Española, som han begge vandt det chilenske mesterskab med. Han vandt også det colombianske mesterskab under sit ophold i América de Cali.
Neira spillede desuden 13 kampe og scorede to mål for det chilenske landshold. Han repræsenterede sit land ved VM i 1998 i Frankrig. Han kom dog ikke på banen i turneringen, hvor chilenerne blev slået ud i 1/8-finalen. Han var også med i truppen til Copa América i 2001.